# Anne Howard
Anne Howard, Condesa de Arundel (21 de marzo de 1557 – 19 de abril de 1630), fue una poeta, aristócrata y conspiradora religiosa inglesa. Vivió una vida dedicada a su hijo y la religión, ya que se convirtió al catolicismo en 1582, yendo en contra de aceptación de la sociedad. Fue conocida por ser "una mujer de fuerte carácter, y disposición religiosa (...) la creciente seriedad de sus pensamientos lo llevó en la dirección del Romanismo...".
Fue también conocida como poeta y por las obras literarias escritas sobre ella.

## Trasfondo familiar
Anne nació en Carlisle, Inglaterra, el 21 de marzo de 1557, la hija mayor de Thomas Dacre de Gilsland, and Elizabeth Leyburne de Cumbria. Su madre dio a luz a tres hijos más: George (a veces llamado Francis), y dos hermanas, Elizabeth y Mary. George nació en 1562, seguido por Mary en 1563, y Elizabeth en 1564. En 1567, el padre de Ana murió; poco después, su madre se volvió a casar, convirtiéndose en la tercera esposa de Thomas Howard, cuarto duque de Norfolk. En septiembre de 1567, cuando Anne tenía unos 10 años, su madre murió durante el parto.[cita requerida]
Después de la muerte de su madre, Anne y sus hermanos fueron criados y educados esencialmente por su abuela materna, Lady Mounteagle, quien anteriormente había estado casada con Sir James Leyburn. Su madre y la abuela eran ambas católicas devotas, lo que tuvo una fuerte influencia en sus creencias y acciones religiosas. Al crecer, Anne y sus hermanos fueron instruidos en religión por un sacerdote católico. Esto fue un problema porque estaban bajo el gobierno de la Reina Isabel I, una monarca protestante.[cita requerida]

## Matrimonio
El padrastro de Ane, Thomas Howard, finalmente obtuvo la tutela de todos los niños. Hizo arreglos para que George (Francis) se casara con Margaret, la hija de su segunda esposa. Las tres niñas se arreglaron para casarse con los tres hijos de Thomas: Felipe, Thomas y William. 
En 1569, se dispuso que Anne se casara con el hijo mayor de Thomas, su hermanastro, Philip Howard, conde de Surrey, heredero del duque. Dado que ambos niños tenían solo 12 años en ese momento, la ceremonia se repitió dos años después, cuando ambas partes alcanzaron la edad de consentimiento. Philip finalmente se convirtió en el primer conde de Arundel. La hermana de Anne, Elizabeth, se casó con Lord William Howard. Su otra hermana, Mary, fue arreglada para casarse con Lord Thomas Howard, pero murió antes de que pudiera casarse. El padrastro de Anne, ahora su suegro, desalentó sus inclinaciones católicas.
Se vieron poco en los primeros días de su matrimonio, en parte porque el conde era estudiante en Cambridge, y Anne quedó bajo la protección del abuelo materno de Philip, Henry FitzAlan. Tras la muerte de Phillip, el 24 de febrero de 1580, Anne se convirtió en la condesa de Arundel. Regresó a la casa londinense de su esposo, donde comenzaron a vivir juntos, y dio a luz a sus dos hijos, Elizabeth y Thomas.
A lo largo del comienzo de su matrimonio, Anne y Philip se mudaron continuamente. Se mudaron de "Audley End a Arundel House, Londres, a Nonsuch, con visitas ocasionales a Charterhouse, entonces conocida como Howard House". La mudanza constante ocurrió durante muchos años hasta principios de la década de 1580, donde finalmente se establecieron en el Castillo de Arundel en Sussex, donde Anne y Phillip decidieron convertirse al catolicismo romano.

## Religión y conversión
Cuando era niña, Ana aprendió de su abuela "una gran autoestima y afecto por la religión católica... gran compasión por las personas enfermas o afligidas... y una gran amabilidad de la Compañía de Jesús". Durante los siglos XVI y XVII, las leyes contra el catolicismo aumentaron y resultaron en un duro castigo por parte de la reina Isabel I. Pero a pesar de esas leyes, Anne se convirtió al catolicismo en 1582. Fue convertida a manos de un sacerdote mariano en su castillo de Arundel en Sussex. Una vez que se corrió la voz sobre su conversión del protestantismo al catolicismo, la reina Isabel I mostró una fuerte desaprobación y Anne fue puesta bajo arresto domiciliario en la casa de Sir Thomas Shirley. Mientras estaba bajo arresto domiciliario en la casa de Shirley durante todo un año, Anne dio a luz a su primera hija, Elizabeth, en (1584-1600). [cita requerida]
Después de que Anne fue liberada, se reunió con Philip. En 1584, Philip decidió seguir los pasos de su esposa y convertirse también al catolicismo romano. Después de que la reina Isabel I se enteró de esta información, ordenó a Felipe el arresto domiciliario, al igual que hizo con Anne. Sin embargo, a diferencia de su esposa, Philip intentó escapar de su orden de arresto domiciliario y huir a Francia en 1585. En su intento de escapar, fue atrapado en el mar y recluido como prisionero en la Torre de Londres. Fue condenado a prisión indefinida, además de una multa de 10.000 libras esterlinas. Después de esto, la reina no permitió que Anne viviera más en Londres, por lo que se mudó a una casa de alquiler en Romford, Essex. Allí dio a luz a su segundo hijo, Thomas Howard, el futuro decimocuarto conde de Arundel. Desafortunadamente, Felipe nunca pudo conocer a su primer y único hijo porque murió en la Torre de Londres el 19 de octubre de 1595.

## Viudez
Una vez declarada viuda en 1595, todas las posesiones de Felipe que se suponía que eran de Anne le fueron retenidas. Tuvo que pagar deudas y asegurar un ingreso para su familia vendiendo su tierra. Durante mucho tiempo, Anne y su hijo vivieron en la pobreza, sin apenas poder mantenerse. Años más tarde, después de luchar para pagar la deuda y vivir una vida difícil, Anne pudo recuperar la propiedad que le pertenecía legítimamente por la herencia de su difunto esposo en 1604, al acceder al trono Jacobo I de Inglaterra y VI de Escocia. Con estas posesiones, pudo dar a Thomas, una vida digna. Eventualmente se mudó de regreso a Carlisle, donde nació y se crio. Hizo voto de castidad en 1595 después de la muerte de Felipe y nunca se volvió a casar. Pasó sus días asistiendo a la iglesia y otras prácticas religiosas. Le apasionaba ayudar a las personas necesitadas, especialmente a las personas enfermas. [cita requerida]
En diciembre de 1603 Anthony Standen escribió al jesuita, Robert Persons, sobre la religión de Ana de Dinamarca. Esperaba que la condesa de Arundel y otras mujeres católicas pudieran convertirla al catolicismo.
Murió por causas naturales el 19 de abril de 1630 en Shifnal Manor, Shropshire, a la edad de 73 años, y fue enterrada en su antigua casa, Arundel Castle, en Sussex.

## Obras literarias
Anne Howard escribió muchas obras literarias diferentes a lo largo de su vida, que consisten en cartas, poemas y entradas de diarios. Escribió relatos de su vida y la del conde, su marido. Su escritura fue una "recopilación de recuerdos, algunos de los cuales representan sus intentos de recordar etapas tempranas de su vida, mientras que otros registran la vida cotidiana en su hogar, cuando practicaba una piedad práctica y disciplinada. Los eventos están superpuestos con las emociones que quedaron en la condesa, como en el relato 'Del odio de la Reina hacia ella'".
Hay evidencia de poesía que fue escrita por Anne sobre su esposo encarcelado y fallecido. Expresan el dolor y la "sumisión" de su marido, a quien se refiere como "mi hijo". También hay evidencia de escribir sobre la abuela de Anne que la crio. Toda su poesía fue publicada bajo su propio nombre.